# محبوب الشرتوني
محبوب الشرتوني واسمه الكامل محبوب الخوري الشرتوني، هو شاعر وأديب وصحفي لبناني الأصل، من المسيحيين الذين كتبوا شعراً في مدح النبي ﷺ.

## حياته
ولد محبوب الشرتوني في قرية شرتون بلبنان سنة 1855م الموافق لـ1272هـ، تلقى تعليمه الابتدائي في قريته، وفي مدرسة الفرير، ومدرسة قرنة شهوان، ولما أكمل دراسته التحق بمعهد الحكمة «بيروت» وتخرج فيه. عمل معلماً في مدرسة البطركية، والمخلص، والفرير، والكلية اليسوعية، ومدرسة الحكمة، كما تولى رئاسة تحرير صحيفة «لبنان» في مدينة بعبدا. هاجر إلى الولايات المتحدة الأمريكية وعمل محرراً في جريدة «الهدى»، ثم غادرها إلى المكسيك سنة 1913م وعمل في التجارة، وأصدر هناك جريدة «الرفيق» عام 1925م وعاش من موردها الضئيل، له ديوانٌ طُبع في نيويورك، ومِن شعرِه قصيدتُه المعروفة:
قالوا: تُحِبُّ العُرْبَ قلتُ أُحِبُّهُمْ ... يَقضي الجِوارُ عليَّ والأرحامُ
قالوا: لقد بَخِلوا عليكَ أجبتُهُم ... أهلي وإن شحُّوا عليَّ كرامُ
قالوا: البداوةُ، قلتُ: أطهرُ عُنصرٍ ... صَفَتِ القلوبُ هناك والأجسامُ
ومحمدٌ بطلُ البريَّةِ كلِّها ... هو للأعاربِ أجمعين إمامُ
توفي في الولايات المتحدة الأمريكية إثر إجراء عملية استئصال المرارة له بأحد المستشفيات، سنة 1931م الموافق لـ1350هـ.

## أعماله
جاء شعره في قصائد مطولة ومتوسطة الطول، يغلب عليها التعبير عن المناسبات الاجتماعية والوطنية المختلفة، ويتنوع بين وصف الطبيعة والحكمة والتفكر في الحياة، له ديوان «محبوب الشرتوني» - مطبعة السمير - نيويورك 1938م، فضلاً عن قصائد نشرتها الصحف والمجلات، وخاصة مجلة سركيس، منها: «دمعة على العرب» - (ع 18، 19) - سبتمبر، أكتوبر 1921م، التي تنقسم إلى عناوين جانبية (عرب الحجاز - لبنان - دولة بائدة - صهيونية - الوصاية - فصل الدين - عاطفة الشاعر)، وهي أشبه بملحمة يبكي فيها العرب والعروبة ونتائج الغزو الأجنبي على مختلف الأقطار العربية، و«أرض هبطناها» - (ع 7) - يوليو 1922م، كما له مقالات نقدية ولغوية نشرتها بعض صحف المهجر. في شعره تعبير عن النفس وآلامها، و عن حياته في المهجر مطولته «دمعة على العرب».

## المقالات
له عدة مقالات من بينها:
| عنوان المقال               | اسم المجلة | تاريخ العدد   |
| -------------------------- | ---------- | ------------- |
| موت بيار                   | المشرق     | مايو - 1903   |
| دخول بطرس الرسول إلى رومية | المشرق     | يوليو - 1903  |
| إلهة الوعد                 | المشرق     | يونيو - 1905  |
| آلام المسيح                | المشرق     | أبريل - 1906  |
| حياة الأخوين               | الزهور     | أكتوبر - 1912 |